# Compagnie franco-algérienne

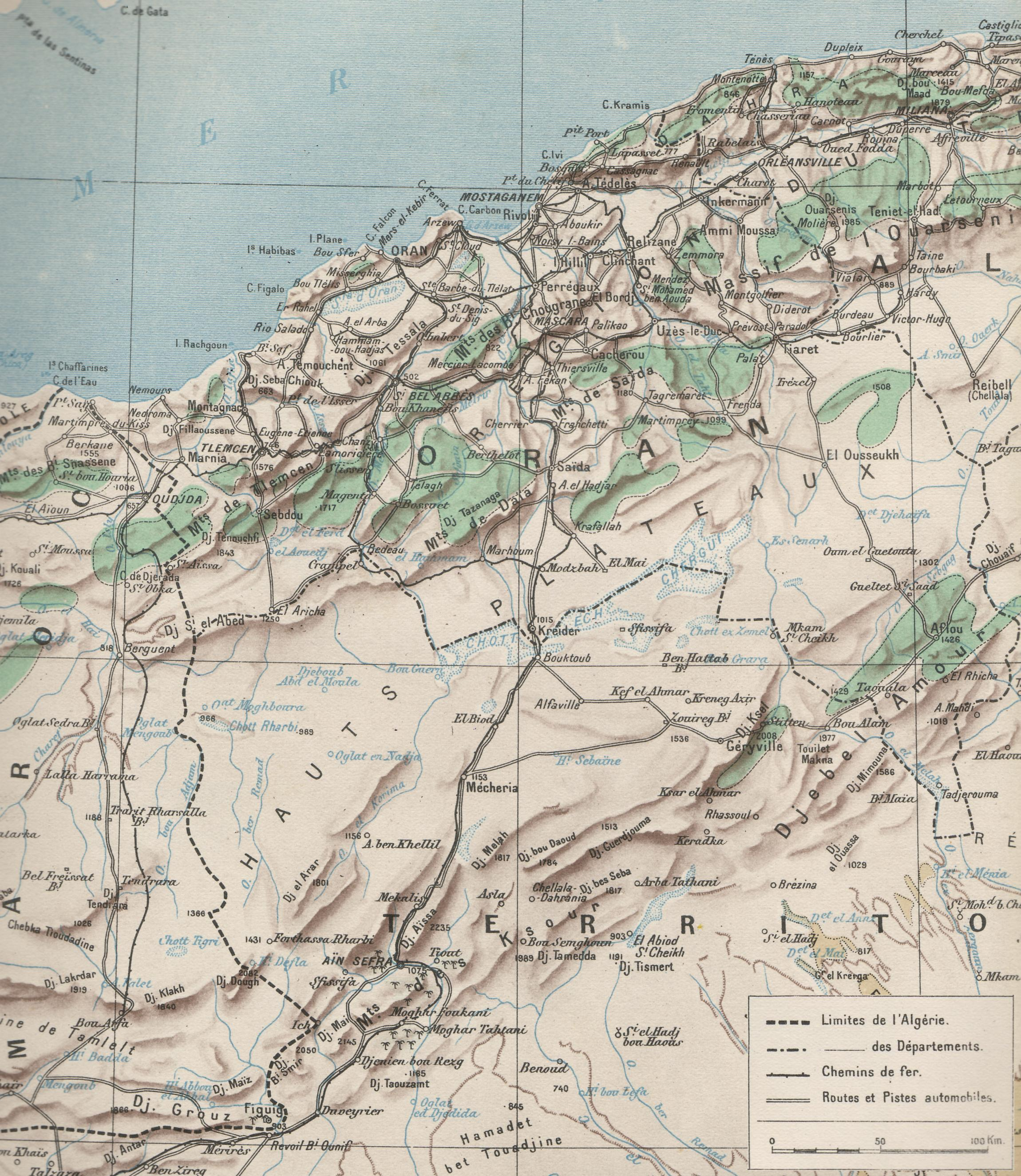
Carte du département d'Oran et des lignes de chemin de fer.

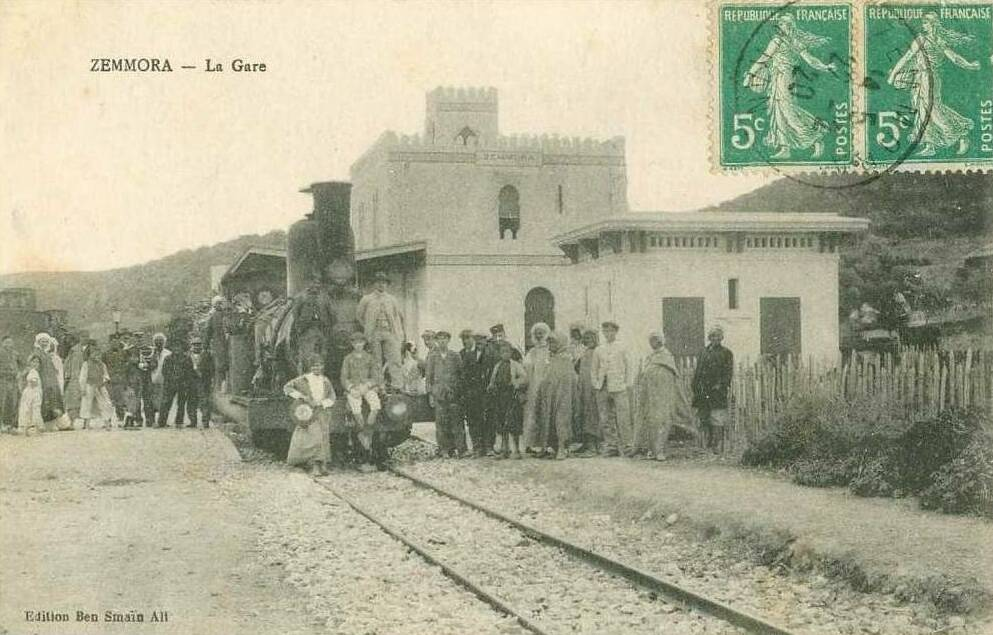
Gare de Zemmora sur la ligne Mostaganem - Tiaret.

La Compagnie franco-algérienne (FA) est une compagnie de chemin de fer créée en Algérie en 1873 pour construire et exploiter un réseau dans le département d'Oran.

## Historique
L'objectif était de desservir un immense territoire agricole et d'écouler la production, principalement l'alfa, une plante utilisée pour la fabrication de certains papiers. 
La compagnie FA reçoit sa première concession pour la ligne d'Arzew à Saïda par le décret du 29 avril 1874.
La compagnie FA fait faillite et confie ses lignes en affermage à la compagnie de l'Ouest algérien (loi du 30 mai 1888),
La longueur totale du réseau est de 968 km, toutes les lignes sont à l'écartement de 1 055 mm.
La compagnie disparaît, absorbée par l'administration des chemins de fer de l'État  en 1900 (loi du 12 décembre 1900) puis par la compagnie des chemins de fer algériens de l'État.
Le réseau de la compagnie FA devient dès lors, le Réseau Oranais de l'Etat.

## Les lignes

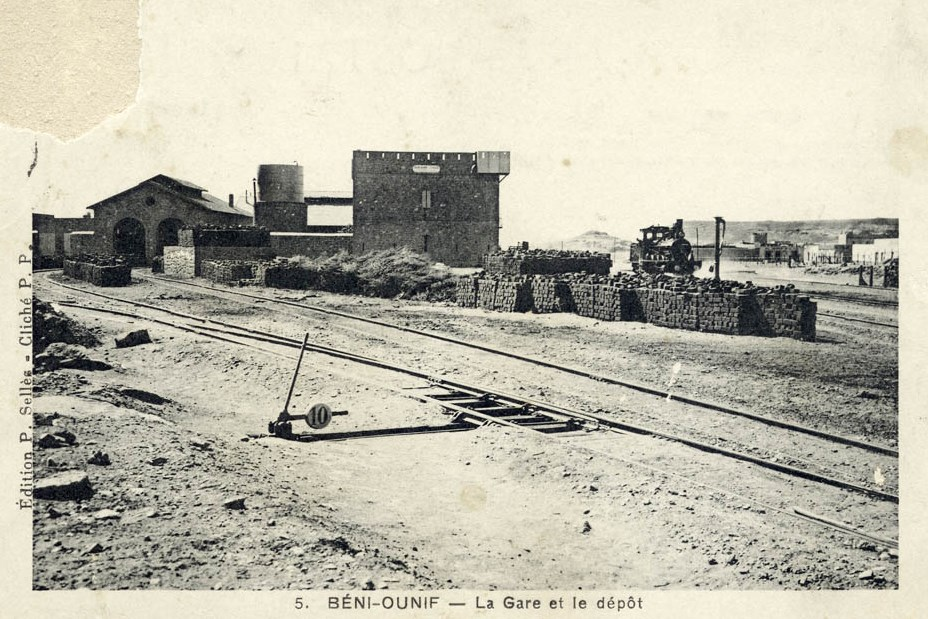
La gare de Béni Ounif

- Arzew - Tizi - Saïda - (172 km), ouverture 28 septembre 1879, voie étroite 1 055 mm,

Arzew - La Macta : (20,6km), ouverture 28 septembre 1879,
La Macta - Mohammadia: (29,6km), ouverture 28 septembre 1879,
Mohammadia – Tizi -  Saïda :  (120,1km) , ouverture 28 septembre 1879,
- Tizi - Mascara, (12 km), ouverture 20 novembre 1886, (embranchement),
- Saïda -  Aïn-Sefra :  (prolongement vers le sud de la ligne Arzew - Saïda), voie étroite 1 055 mm,

Saïda - Kralfallah, (43 km),  ouverture 1er juin 1881,
Kralfallah  -  Mécheria (138 km), ouverture  11 avril 1882 ,
Mécheria  - Aïn-Sefra, (102 km), ouverture 28 août 1887,
- Mostaganem - Tiaret, (200 km), voie étroite, 1 055 mm[8],

Mostaganem - Relizane : (76 km), ouverture 15 mai 1888,
Relizane - Tiaret : (124,7 km), ouverture 20 février 1889.
- Ain-Sefra - Béchar (prolongement de la ligne Arzew -  Saïda - Ain-Sefra)

Aïn-Sefra– Moghrar :  (53,8km), ouverture le 1er mars 1901;
Moghrar – Duveyrier :  (64,0km), ouverture le  31 août 1901;
Duveyrier – Béni-Ounif :  (27,4km), ouverture  le  3 août 1903;
Béni-Ounif – Bou-Aïech :  (34,5km), ouverture en   octobre 1904;
Bou-Aïech – Ben-Zireg :  (25,6km), ouverture  le 4 février 1905;
Ben-Zireg–Béchar :  (51km), ouverture  le  21 avril 1906;
- Mostaganem - La Macta : (29,9km), ouverture le 20 septembre 1908; (ligne concédée à la  compagnie des chemins de fer algériens de l'État).

La ligne  allant d'Arzew à Béchar via Saïda et Ain-Sefra est fermée le 23 avril 1959 pour être  convertie à l'écartement normal. Les sections comprises entre Mostaganem et Relizane et de Mostaganem à La Macta sont fermées le même jour.

## Matériel roulant
Locomotives à vapeur : 

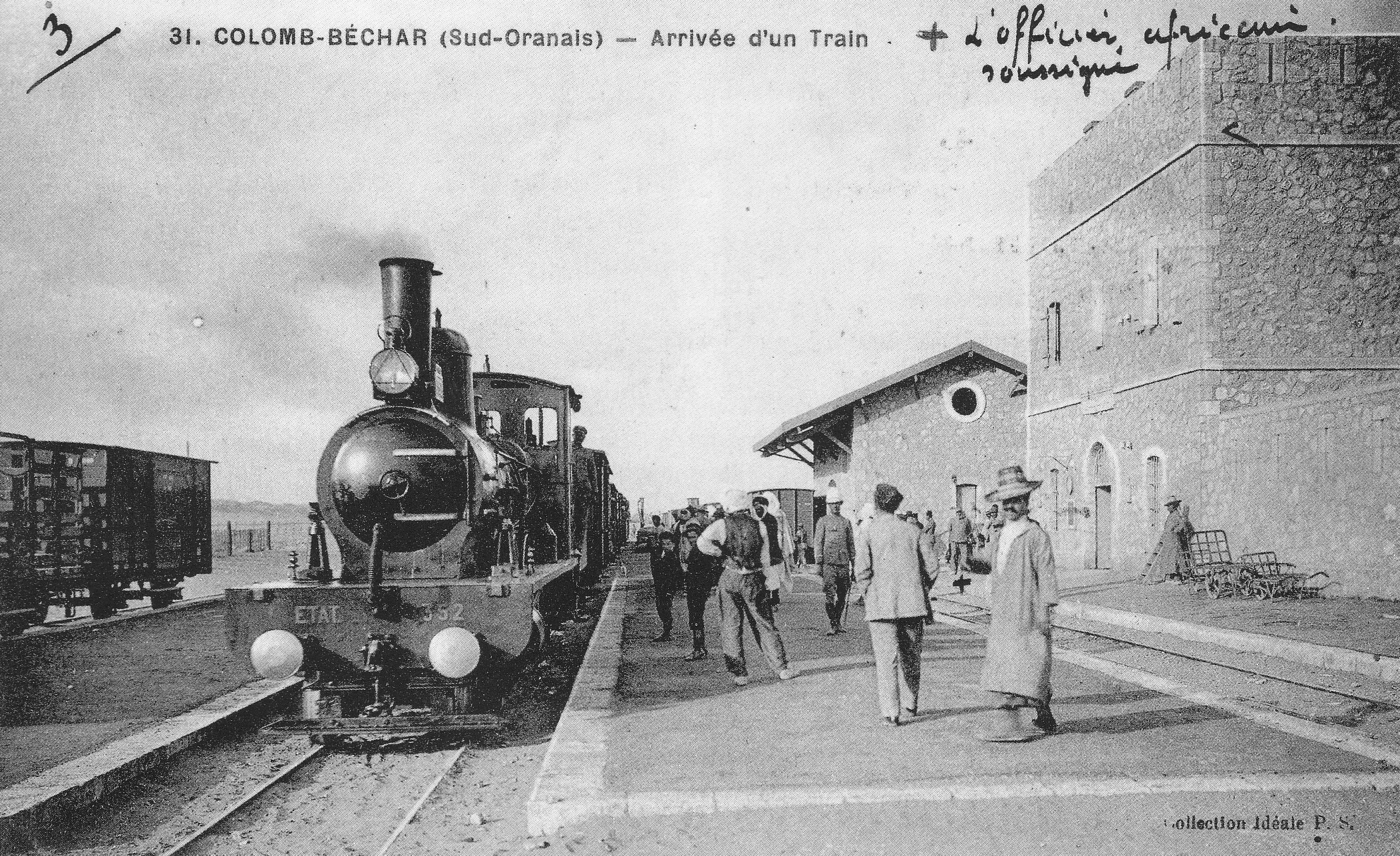
Gare de Colomb-Béchar.

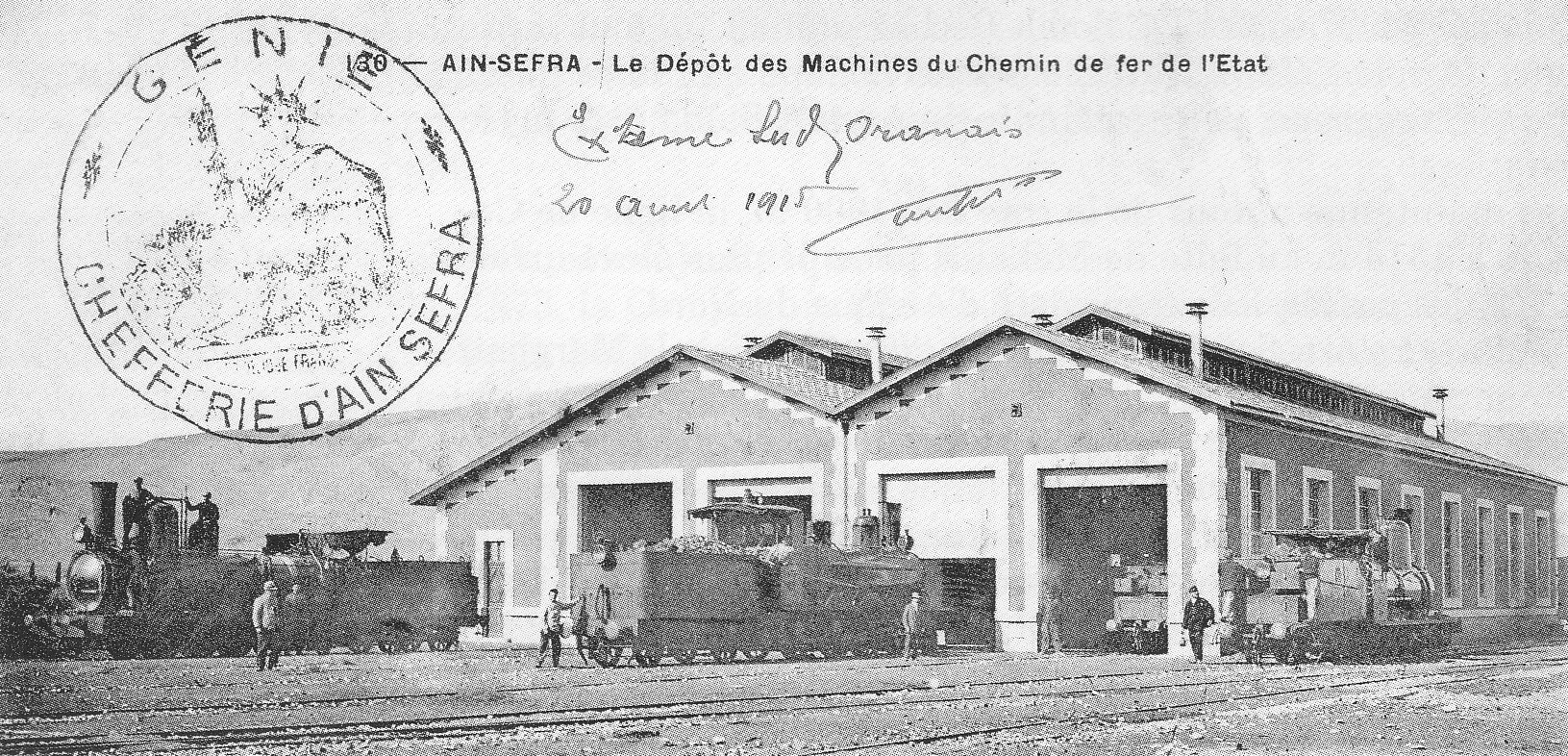
Dépôt de la gare d'Aïn-Séfra

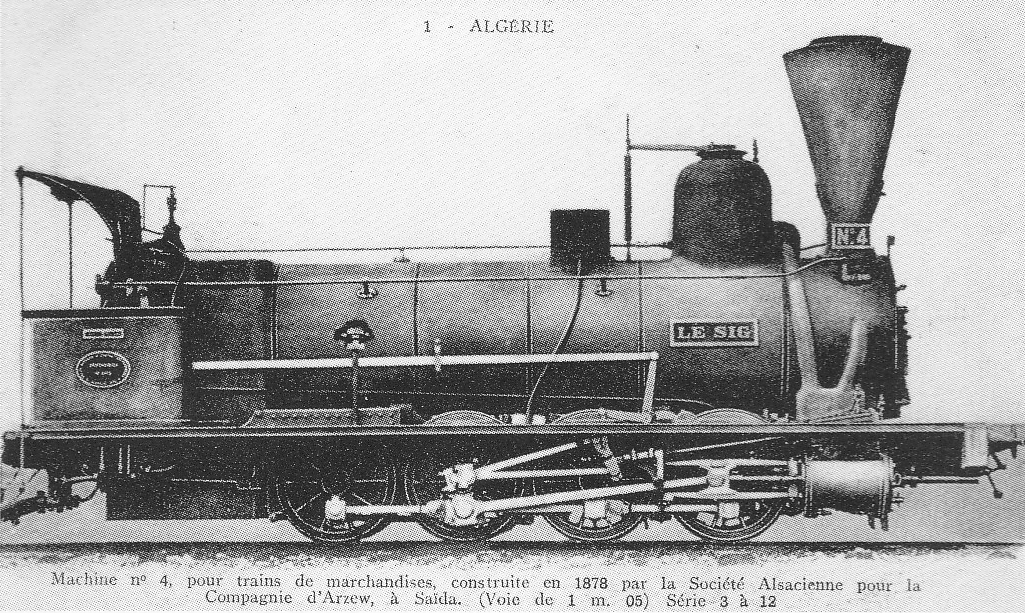
Locomotive de type 040 N° 4 " Le Sig" construite par la SACM.

- N° 1 et 2, type 030, construites en 1876 par les Ateliers métallurgiques à Tubize[9].
- N° 3 à 12, type 040, construites en 1876 par la  SACM à Grafenstaden[10],
- N° 13 à 16, type 040, construites en 1881 par la SACM à Grafenstaden,
- N° 22 à 23, type 040, construites en 1886 par la SACM à Grafenstaden,
- N° 24 à 27, type 040, construites en 1888 par la SACM à Belfort,
- N° 105 à 114, type 130, construites en 1888 par la Compagnie de Fives - Lille pour constructions mécaniques et entreprises,
- N° 1 à 6, type 031t, construites en 1879 par la SACM à Mulhouse,